# KRI Dr. Soeharso (990)
KRI Dr. Soeharso (990) je pomocná transportní a nemocniční loď indonéského námořnictva. Jedná se o přestavěnou výsadkovou dokovou loď přijatou do služby v září 2003 jako KRI Tanjung Dalpele (972) a roku 2007 modifikovanou na nemocniční plavidlo sloužící pod novým jménem Dr. Soeharso. Jedná se o jedinou nemocniční loď indonéského námořnictva. Primárně slouží jako nemocniční plavidlo, sekundárně může přepravovat vojáky, nebo další osoby (např. při evakuaci). Ponechává si navíc základní schopnosti výsadkové lodě, včetně výzbroje a kamufláže (pouze s menšími červenými kříži na bílém pozadí), což jinak klasická nemocniční loď (viz americká třída Mercy) nesmí.

## Stavba
Výsadkovou loď Tanjung Dalpele postavila jihokorejská loděnice Daesun v Pusanu. Objednána byla roku 2000, přičemž kontrakt dosáhl výše 35 milionů amerických dolarů. Plavidlo bylo na vodu spuštěno 17. května 2003 a do služby bylo přijato 21. září 2003. Později byla loď upravena na nemocniční a dne 1. srpna 2007 vrácena do služby pod novým jménem Dr. Soeharso.

## Konstrukce
Plavidlo pojme 400 vojáků, nebo v případě nouze (např. evakuaci) krátkodobě až 3000 pasažérů. Dále unese 14 tanků, nebo nákladních vozidel. K vylodění výsadku slouží dva 23metrové vyloďovací čluny kategorie LCU (Landing Craft Utility) a tři vrtulníky Super Puma, operující z přistávací plochy na zádi. Z přistávací plochy mohou současně operovat dva stroje a všechny tři lze uskladnit v palubním hangáru. Výzbroj tvoří jeden 40mm kanón Bofors, dva 20mm kanóny Rheinmetall a dva 12,7mm kulomety. Plavidlo pohání dieselový motor. Nejvyšší rychlost dosahuje 15 uzlů.
Roku 2007 byla na palubě zřízena malá nemocnice – plavidlo je vybaveno oddílem intenzivní péče, šesti oddíly polikliniky a dvěma oddíly ošetřoven ze 40 lůžky. Posádku tvoří 75 osob a 65 členů zdravotnického personálu. Výzbroj a možnost přepravovat vojáky a techniku zůstaly zachovány.

## Operační služba
Od roku 2004 se Tanjung Dalpele zapojila do protipirátských operací. Dne 19. září 2005 Tanjung Dalpele v Arafurském moři pronásledovala čínskou rybářskou loď MV Fu Yuan Yu (Fuyuan 123), která měla propadlá povolení k rybolovu v indonéských vodách a snažila se uniknout zadržení. Když loď neuposlechla výzvy k zastavení a tři varovné výstřely, indonéské plavidlo na ni vypálilo 10 ran z 20mm kanónu. Na rybářské lodi byla jedna osoba zabita a dvě zraněny.
V lednu 2016 byla nemocniční loď Dr. Soeharso poprvé vyslána na týdenní operační misi na Východní Timor.